# Маргит (остров)
Остров Маргит (Маргитсигет; венг. Margit-sziget — остров Маргариты) — остров на Дунае в городе Будапеште. Остров расположен в центре города между двумя частями венгерской столицы — Будой и Пештом и соединяется с ними мостом Маргариты в южной части и мостом Арпада в северной. Длина острова — 2,5 км, площадь — 0,965 км². Остров целиком занят парком, пользуется популярностью в качестве места отдыха у туристов и жителей города. На острове расположено несколько отелей с источниками термальной воды, а на юге острова есть большой музыкальный фонтан.
Проезд автотранспорта за исключением такси, автобусов и велорикш запрещён.

## История
История будапештского острова на Дунае начинается под именем «Заячий остров». Король Венгрии Бела IV дал обет отдать свою дочь Маргариту в монахини в занимавший большую часть острова доминиканский монастырь в случае избавления от нашествия монголов. После избавления от нашествия он выполнил своё обещание. Его дочь умерла в возрасте 28 лет. Благодаря почитанию святой дочери короля остров получил в конце концов её имя.
На острове расположено несколько памятников архитектуры — руины францисканского и доминиканского монастырей.